# Liselot Huchthausen
Liselot Minna Christel Huchthausen (* 5. Juni 1927 in Rostock; † 5. März 2020) war eine deutsche Klassische Philologin, Althistorikerin und Hochschullehrerin.

## Leben und Wirken
Liselot Huchthausen wurde als Tochter des Rostocker Fabrikanten Theodor Huchthausen und dessen Frau Anneliese, geb. Engel, geboren. 1944 legte sie ihr Abitur ab und leistete ihren Arbeitsdienst. Bei den schweren Bombenangriffen auf Rostock im April 1944, die sie jedoch nicht selbst miterlebte, verlor sie ihren Vater. Nach Kriegsende besuchte sie einen Neulehrerkurs und war mehrere Jahre lang Lehrerin an verschiedenen Rostocker Schulen. Von 1952 bis 1956 studierte sie an der Universität Rostock Geschichte und Latein. Das Staatsexamen legte sie 1956 ab.
Es folgte ein Promotionsstudium und ein Zusatzstudium in Anglistik. Zwischen 1956 und 1959 war sie planmäßige wissenschaftliche Aspirantin am Institut für Klassische Philologie. Ihre Dissertation aus dem Juni 1959 trug den Titel Internatsschulpläne und Internatsschulversuche in der großen bürgerlichen Revolution in Frankreich 1789–1802. Zwischen 1959 und 1965 lehrte Huchthausen als wissenschaftliche Oberassistentin Methodik des Englisch- und Lateinunterrichts an der Universität Rostock. Im Juni 1965 legte sie mit Untersuchungen zum Verbenbestand im Kanon der lateinischen Schulschriftsteller ihre Habilitation vor und lehrte von nun an als Hochschuldozentin für Klassische Philologie sowie ab 1968 auch für Alte Geschichte an der Sektion Geschichte in Rostock. 1973 erwarb sie zusätzlich die Facultas docendi für Alte Geschichte und lehrte diese Fachrichtung seit der Zeit in verantwortlicher Position, weil es zeitweise in Rostock keine Lehrerausbildung in alten Sprachen gab.
1976 wurde Huchthausen stellvertretende Direktorin für Erziehung und Ausbildung an der Sektion Geschichte. Sie war von 1977 – in diesem Jahr trat sie auch in die SED ein – bis 1987 in indirekter Nachfolge von Walther Kolbe und Ernst Hohl als außerordentliche Professorin für Methodik des fremdsprachlichen Unterrichts und Geschichte des Altertums auch Lehrstuhlinhaberin für das Fach Alte Geschichte. 1987 wurde Huchthausen emeritiert, lehrte jedoch noch bis 1990 weiter.
Huchthausen trat vor allem als Herausgeberin und Übersetzerin von Ovid, Cicero und von römischen Rechtsquellen, aber auch mit Studien zur Frauengeschichte der römischen Kaiserzeit hervor. Sie verfasste das Schullehrbuch für Latein in der DDR mit. Zwischen 1994 und 2010 erschienen sechs autobiographische Bücher, die ihr Leben vom Anfang bis 2008 in zunächst als ausformulierte Autobiografien, die letzten drei Bände in Tagebuchform beschreiben. In der Presse schrieb sie niederdeutsche Artikel über allgemeine Lebensfragen als Berta Footh. Auch diese Artikel erschienen 1995 in Buchform.

## Schriften (Auswahl)
Monographien
- Internatsschulpläne und Internatsschulversuche in der großen bürgerlichen Revolution in Frankreich 1789–1802. Rostock 1958 [ungedruckte Dissertation].
- Untersuchungen zum Verbenbestand im Kanon der lateinischen Schulschriftsteller. Rostock 1965 [ungedruckte Habilitation].
- Betrachtungen zur II. Rede des Isaios. Akademie-Verlag, Berlin 1965.
- Lateinisches Lehrbuch. Einführungslehrgang. Volk und Wissen, Berlin 1973.
- Frauen fragen den Kaiser. Eine soziologische Studie über das 3. Jh. n. Chr. Universitäts-Verlag Konstanz, Konstanz 1992 (= Xenia, Band 22), ISBN 3-87940-396-1.

Journalistische und autobiografische Werke
- Berta Footh meent …. Warnow-Verlag, Rostock 1995, ISBN 3-86165-016-9.
- Jugend in Rostock. (1927–1945). Autobiographie. Scheunen-Verlag, Kückenshagen 1994, ISBN 3-929370-19-0 [2. Auflage 2000].
- Alltag in der DDR. (1945–1975). Autobiographie. Scheunen-Verlag, Kückenshagen 1998, ISBN 3-929370-70-0 [2., durchgesehene Auflage 2002].
- „Alles nur ein Übergang …“ DDR-Deutschland, ab 1975. Autobiographie. Scheunen-Verlag, Kückenshagen 2000, ISBN 3-934301-33-9.
- Leben aus zweiter Hand. Tagebuch 2001/2002. Scheunen-Verlag, Kückenshagen 2002, ISBN 3-938398-09-4.
- Streiflichter 2003 bis 2006. [Tagebuch 2003/2006]. Scheunen-Verlag, Kückenshagen 2007, ISBN 978-3-938398-45-6.
- Unverbesserlich. Tagebuch 2007/2008. Scheunen-Verlag, Kückenshagen 2010, ISBN 978-3-942313-00-1.

Herausgeberschaften und Bearbeitungen
- Plautus. Komödien in zwei Bänden. Volksverlag, Weimar 1963.
- Vergil. Werke in einem Band. Hirtengedichte, Gedicht vom Landbau, Aeneis. Vergil (= Bibliothek der Antike. Römische Reihe), Aufbau-Verlag, Berlin/Weimar 1965.
- Ovid. Werke in zwei Bänden (= Bibliothek der Antike. Römische Reihe), Aufbau-Verlag, Berlin/Weimar 1968 [vier Auflagen bis 1992].
- mit Gottfried Härtel: Römisches Recht in einem Band (= Bibliothek der Antike. Römische Reihe), Aufbau-Verlag, Berlin und Weimar 1975 [vier Auflagen bis 1991].
- Wilhelm Hertzberg: Ovid. Die Kunst der zärtlichen Liebe. Liebesdichtungen (= Taschenbibliothek der Weltliteratur). Aufbau-Verlag, Berlin und Weimar 1984 [zwei Auflagen bis 1986; Neuauflagen als Ovid. Die Kunst der Liebe. Liebeselegien. Liebeskunst. Heilmittel gegen die Liebe. Anaconda Verlag, Köln 2005 und 2011, ISBN 3-938484-69-1].
- mit Max Kunze: Die Frau in der Antike. Kolloquium der Winckelmann-Gesellschaft, Stendal 1985 (= Beiträge der Winckelmann-Gesellschaft Stendal, Band 17), Winckelmann-Gesellschaft, Stendal 1988, ISBN 978-3-910060-02-9.
- Cicero. Werke in drei Bänden (= Bibliothek der Antike. Römische Reihe), Aufbau-Verlag, Berlin 1989, ISBN 3-351-01474-0.